# Mario de la Torre Hernández
Mario de la Torre Hernández (Ejido Juárez y Reforma, Municipio de Guadalupe; 24 de octubre de 1940) es un político mexicano, miembro del Partido Revolucionario Institucional, que ha ocupado los cargos de alcalde de Chihuahua, diputado local y diputado federal.
Es abogado egresado de la Universidad Autónoma de Chihuahua, en 1986 fue elegido presidente municipal de la ciudad de Chihuahua, posteriormente fue elegido diputado federal por el VII Distrito Electoral Federal de Chihuahua a la LVI Legislatura del Congreso de la Unión de México de 1994 a 1997. En 1998 fue precandidato de su partido a gobernador de Chihuahua. Ha sido delegado del PRI en los estados de Baja California, Morelos y Aguascalientescd, Cd.Juárez Chih. Fue también presidente estatal del PRI en el estado de Chihuahua.
Durante su periodo de alcalde se restituyeron al municipio de Chihuahua los edificios aledaños a la Presidencia Municipal, que estaban en poder del gobierno federal, por conducto del Presidente de la República Miguel de la Madrid. Estableció el premio al deporte Teporaca, en conjunto con la asociación de cronistas deportivos. Impulsó la construcción de la escultura la Puerta de Chihuahua, realizada por el escultor Enrique Carbajal.